# Вітенагемот

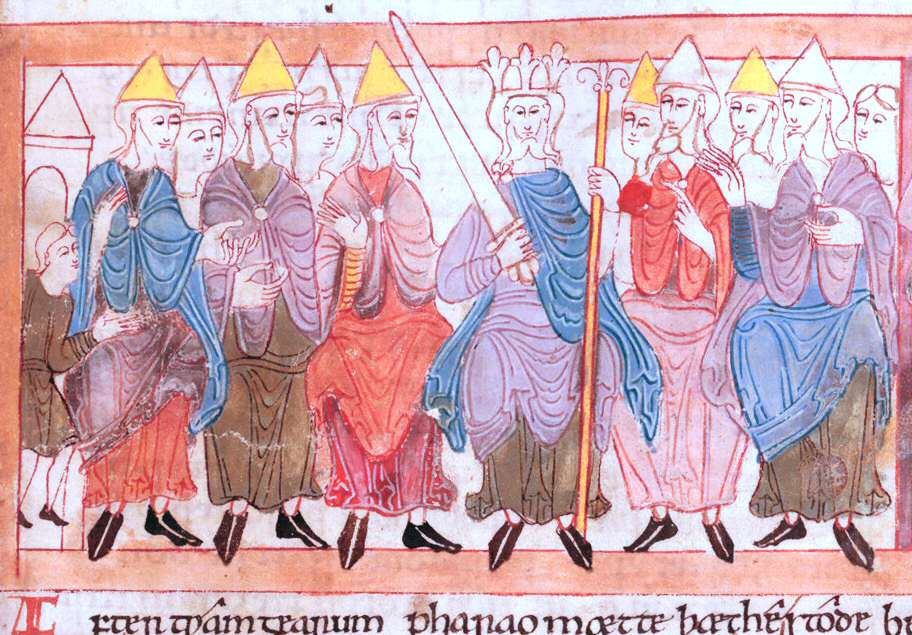
Англосаксонський монарх в оточенні своїх радників. Мініатюра з рукопису Шестикнижжя, XI століття.

Вітенагемот або Вітан (давн-англ. witena gemōt МФА: [ˈwitenɑ jeˈmoːt] "зібрання мудреців") — політичний орган англо-саксонської влади в Англії, що діяв з сьомого і до одинадцятого століття. Вітенагемот являв собою збори державної еліти для надання нарадчої допомоги королю, членами яких були найважливіші представники англійської знаті — як церковної, так і світської. Вважається, що Вітанагемот став аристократизованим продовженням старовинного звичаю загальноплемінних зборів, розповсюдженого у германських племен. У Англії із сьомого століття ці старовинні звичаєві збори перетворилися на ради найвпливовіших осіб, у тому числі королівських службовців, керівників ширів, тенів, старших клериків, що вирішували важливі питання як державного, так і місцевого рівня.